# Toéghin-Peulh
Ne doit pas être confondu avec Tooghin-Peulh ou Toéghin.
Toéghin-Peulh est une localité située dans le département de Komsilga de la province du Kadiogo dans la région Centre) au Burkina Faso. En 2006, cette localité comptait 104 habitants dont 48,1 % de femmes.

## Santé et éducation
Le centre de soins le plus proche de Toéghin-Peulh est le centre de santé et de promotion sociale (CSPS) de Komsilga tandis que le centre médical avec antenne chirurgicale (CMA) du secteur se trouve à Pissy, quartier de Ouagadougou.
Le village ne possède pas d'école primaire, les élèves devant se rendre à Toéghin.